# Hoplolaimus tylenchiformis
Hoplolaimus tylenchiformis är en rundmaskart. Hoplolaimus tylenchiformis ingår i släktet Hoplolaimus och familjen Hoplolaimidae. Inga underarter finns listade i Catalogue of Life.